# Шпачек, Йозеф
Йозеф Шпачек (чеш. Josef Špaček; род. 1986, Тршебич) — чешский скрипач. Сын виолончелиста Йозефа Шпачека-старшего, брат Петра Шпачека.
Поступил в Пражскую консерваторию, но уже после первого года обучения был принят в Кёртисовский институт, где учился в 2004—2009 гг. у Иды Кавафян, Хайме Ларедо и Шмуэля Ашкенази. Затем в 2009—2011 гг. совершенствовал своё мастерство в Джульярдской школе под руководством Ицхака Перлмана. Занимался также в мастер-классах различных специалистов, в том числе Руджеро Риччи и Вацлава Худечека. Лауреат ряда международных конкурсов, в том числе Международного конкурса имени Карла Нильсена (2008, 3-я премия); в 2012 году вышел в финал Конкурса имени королевы Елизаветы.
В 2011 г., сразу по завершении образования, занял место концертмейстера в Чешском филармоническом оркестре. Гастролирует по всему миру как солист; в 2015 году, в частности, выступил в Екатеринбурге на музыкальном фестивале «Евразия» (при отъезде с фестиваля таможня аэропорта Кольцово изъяла у музыканта скрипку, заявив, что её ввоз в Россию не был правильно задекларирован).
Первую запись осуществил в 2006 году (Шесть сонат для скрипки соло Эжена Изаи). Среди последующих записей Шпачека — сонаты Генриха Вильгельма Эрнста, Бедржиха Сметаны, Леоша Яначека, Сергея Прокофьева, произведения для скрипки с оркестром Яначека, Йозефа Сука и Антонина Дворжака (с Чешским филармоническим оркестром под управлением Иржи Белоглавека).
Изредка в ансамблевой игре переходит на альт (в частности, дополняя струнный квартет «Норберт», в котором играет его отец, до квинтета).